# Геринг, Иван Фёдорович
Иван Фёдорович Геринг (нем. Johann Ferdinand; 1748—1821) — русский военачальник, генерал-майор.

## Биография
Родился в 1748 году в лютеранской семье. Отец — Геринг Федор Иванович, мать — Конрад Мария Елизавета.
В 1758 году поступил на военную службу в чине капрала. С 1768 года — штык-юнкер, с 1789 — майор артиллерии, с 1794 — полковник артиллерии.
В 1779—1788 годах жил в Петербурге, в 1789—1795 годах — в Финляндии.
С 1797 года находился в отставке.
Умер в 1821 году.

### Семья
Дети:
- Петр Иванович Геринг (1796—1848),
- Екатерина Ивановна Геринг (1796—1875)[2],
- Мария Ивановна Геринг (1800—1846),
- Александр Иванович Геринг (до 1813 — после 1838).

## Награды
- Награждён орденом Св. Георгия 4-й степени (№ 1521; 26 ноября 1803).
- Также награждён другими орденами Российской империи.